# Yucheng
Yucheng (en chino, 雨城区; pinyin, Yǔchéng) es un distrito urbano bajo la administración directa de la ciudad-prefectura de Ya'an. Se ubica en la provincia de Sichuan, centro-sur de la República Popular China. Su área es de 1062 km² y su población total para 2010 superó los 355 mil habitantes. 

## Administración
Desde diciembre de 2019, el  Distrito Yucheng se divide en 13 pueblos que se administran en 5 subdistritos y 8   poblados.

## Toponimia
En 1729 durante la dinastía Qing, se estableció el "Condado Ya'an". El 14 de junio del 2000, Ya'an fue elevada a ciudad con nivel de prefectura, y debido a que Ya'an es conocida por sus abundantes precipitaciones, se le llamó Yucheng [/Yi-cheng/] 'la Ciudad de la Lluvia'.